# Katia Serra
Katia Serra (Bologna, 5 aprile 1973) è un'ex calciatrice e telecronista sportiva italiana, di ruolo centrocampista.
Nella sua lunga carriera, durata 24 anni, ha giocato nel campionato italiano femminile di calcio dove ha vinto uno scudetto, tre Coppe Italia, una Supercoppa italiana e una Italy Women's Cup, terminandola nel campionato spagnolo prima del ritiro.

## Carriera

### Giocatrice
Ha esordito nel campionato di Serie B 1986-1987 con il Bazzano, società che dopo quella stagione cambiò denominazione in Bologna CF, squadra con cui è rimasta, sempre in Serie B, fino al 1991-1992. La stagione seguente è passata al Lugo, anch'esso in Serie B, conquistando la promozione in Serie A. Nel 1993-1994 ha quindi fatto il suo esordio in Serie A. È rimasta nella squadra romagnola, nel frattempo ridenominata Lugo Zambelli, sino al 1996-1997.
In seguito ha militato nel Modena, (1997-1999), nel Foroni (1999-2002), nell'Enterprise Lazio (2002-2003), nel Bergamo R per la stagione 2003-2004, per lei 3 reti su 20 presenze in campionato, nell'Atletico Oristano (2004-2005), nell'Agliana (2005), nel Cervia (2005-2006), nel Reggiana (2006-2007) e nel Trento (2007-2008). Con la maglia biancoceleste ha partecipato all'edizione 2002-2003 della UEFA Women's Cup. Ha giocato il campionato 2008-2009 con la Roma CF, chiudendo la carriera all'estero, disputando il campionato spagnolo con il Levante.
In carriera ha vinto uno scudetto (con Modena), tre Coppe Italia, tre Supercoppe italiane e una Italy Women's Cup. In nazionale ha giocato 22 partite (esordio il 20 marzo 2002) segnando un gol contro i Paesi Bassi.

### Dopo il ritiro

#### Dirigente
Nel 2014 ha superato il corso federale di direttore sportivo.
Ha continuato a svolgere gli incarichi di rappresentanza delle calciatrici e Consigliere in seno all'Associazione Italiana Calciatori (AIC) che aveva iniziato da giocatrice. Al proposito, così lei stessa ha commentato l'assunzione del ruolo mentre ancora giocava: «L’assunzione dell’incarico di portare avanti le istanze delle calciatrici all’interno dell’AIC ostacola la carriera, con i Presidenti preoccupati dalla novità, incapaci di scindere la mia professionalità in campo dal lavoro. Un discorso lungo, che evoca solo tanta tristezza e ignoranza».
Nel 2017 diviene responsabile del settore femminile dell'AIC.

#### Fuori dal campo
È stata commentatrice tecnica di Rai Sport per le gare di Lega Pro e di calcio femminile. Ha commentato anche qualche partita di Coppa Italia e dalla stagione 2015-2016 è ospite fissa come opinionista su Rai 2 in Sabato Sprint. In occasione del campionato d'Europa 2016 in Francia è tra i principali opinionisti del programma Il grande match condotto da Flavio Insinna.
Nel giugno 2017 ha commentato le partite della fase finale del campionato europeo di calcio Under-21 in Polonia. Nel corso della stagione 2018-2019 ha commentato per Sky alcune partite di Serie A. Inoltre, nell'estate seguente è stata selezionata tra le voci tecniche per commentare il mondiale femminile di Francia 2019.
Nel 2021 ha commentato per la Rai alcune partite del campionato d'Europa 2020 assieme a Stefano Bizzotto, compresa la finale dell'11 luglio tra Italia e Inghilterra, diventando nell'occasione la prima donna in assoluto a commentare una finale della nazionale calcistica italiana; inizialmente non previsti, Bizzotto e Serra sono subentrati ad Alberto Rimedio e Antonio Di Gennaro a causa della positività al COVID-19 del primo.
Nell’estate del 2023 affianca Luca De Capitani nella telecronaca di alcune gare dell’Europeo Under-21. L'anno seguente è opinionista nella trasmissione Dribbling Europei condotta da Paolo Paganini e nei pre e post partita delle partite pomeridiane di Euro 2024.

## Statistiche

### Presenze e reti nei club
| Stagione            | Squadra            | Campionato     | Campionato | Campionato | Coppe nazionali | Coppe nazionali | Coppe nazionali | Coppe continentali | Coppe continentali | Coppe continentali | Altre coppe | Altre coppe | Altre coppe | Totale | Totale |
| Stagione            | Squadra            | Comp           | Pres       | Reti       | Comp            | Pres            | Reti            | Comp               | Pres               | Reti               | Comp        | Pres        | Reti        | Pres   | Reti   |
| ------------------- | ------------------ | -------------- | ---------- | ---------- | --------------- | --------------- | --------------- | ------------------ | ------------------ | ------------------ | ----------- | ----------- | ----------- | ------ | ------ |
| 1990-1991           | Bologna CF         | B              | ?          | ?          | CI              | ?               | ?               | -                  | -                  | -                  | -           | -           | -           | -      | -      |
| 1991-1992           | Bologna CF         | B              | ?          | ?          | CI              | ?               | ?               | -                  | -                  | -                  | -           | -           | -           | -      | -      |
| Totale Bologna      | Totale Bologna     | Totale Bologna | 112        | 43         |                 | ?               | ?               |                    | -                  | -                  |             | -           | -           | -      | -      |
| 1992-1993           | Lugo               | B              | 27         | 12         | CI              | ?               | ?               | -                  | -                  | -                  | -           | -           | -           | 27+    | 12+    |
| 1993-1994           | Lugo               | A              | 23         | 10         | CI              | ?               | ?               | -                  | -                  | -                  | -           | -           | -           | 23+    | 10+    |
| 1994-1995           | Lugo               | A              | 23         | 1          | CI              | ?               | ?               | -                  | -                  | -                  | -           | -           | -           | 23+    | 1+     |
| 1995-1996           | Lugo               | A              | 22         | 4          | CI              | ?               | ?               | -                  | -                  | -                  | -           | -           | -           | 22+    | 4+     |
| 1996-1997           | Lugo               | A              | 26         | 5          | CI              | ?               | ?               | -                  | -                  | -                  | -           | -           | -           | 26+    | 5+     |
| Totale Lugo         | Totale Lugo        | Totale Lugo    | 121        | 32         |                 | ?               | ?               |                    | -                  | -                  |             | -           | -           | 121+   | 32+    |
| 1997-1998           | Modena             | A              | 20         | 8          | CI              | ?               | ?               | -                  | -                  | -                  | SI          | 1           | 0           | 21+    | 8+     |
| 1998-1999           | Modena             | A              | 9          | 2          | CI              | ?               | ?               | -                  | -                  | -                  | -           | -           | -           | 9+     | 2+     |
| Totale Modena       | Totale Modena      | Totale Modena  | 29         | 10         |                 | -               | -               |                    | -                  | -                  |             | -           | -           | 30+    | 10+    |
| 1999-2000           | Foroni             | A              | 26         | 4          | CI              | ?               | ?               |                    | -                  | -                  | -           | -           | -           | 26+    | 4+     |
| 2000-2001           | Foroni             | A              | 27         | 4          | CI              | ?               | ?               |                    | -                  | -                  | -           | -           | -           | 27+    | 4+     |
| 2001-2002           | Foroni             | A              | 22         | 5          | CI              | ?               | ?               |                    | -                  | -                  | -           | -           | -           | 22+    | 5+     |
| Totale Foroni       | Totale Foroni      | Totale Foroni  | 75         | 13         |                 | -               | -               |                    | -                  | -                  |             | -           | -           | 75+    | 13+    |
| 2002-2003           | A.D. Decimum Lazio | A              | 23         | 5          | CI              | ?               | ?               | UWC                | 3                  | 0                  | SI          | 1           | 0           | 26+    | 5+     |
| 2003-2004           | Bergamo R          | A              | 20         | 3          | CI              | ?               | ?               |                    | -                  | -                  | -           | -           | -           | 20+    | 3+     |
| 2004-2005           | Atletico Oristano  | A              | 22         | 3          | CI              | ?               | ?               |                    | -                  | -                  | -           | -           | -           | 22+    | 3+     |
| lug.-dic. 2005      | Agliana            | A              | 3          | 0          | CI              | ?               | ?               |                    | -                  | -                  | -           | -           | -           | 3+     | 0+     |
| dic. 2005-giu. 2006 | Cervia             | B              | 12         | 3          | CI              | ?               | ?               |                    | -                  | -                  | -           | -           | -           | 12+    | 3+     |
| 2006-2007           | Reggiana           | A              | 21         | 6          | CI              | ?               | ?               |                    | ?                  | ?                  | -           | -           | -           | 21+    | 6+     |
| 2007-2008           | Trento             | A              | 11         | 3          | CI              | ?               | ?               |                    | -                  | -                  | -           | -           | -           | 11+    | 3+     |
| 2008-2009           | Roma CF            | A              | 9          | 4          | CI              | ?               | ?               |                    | -                  | -                  | -           | -           | -           | 9+     | 4+     |
| Totale              | Totale             | Totale         | 458        | 125        |                 | ?               | ?               |                    | 3                  | 0                  |             | 2           | 0           | 463+   | 125+   |

### Cronologia presenze e reti in nazionale
| Cronologia completa delle presenze e delle reti in nazionale ― Italia | Cronologia completa delle presenze e delle reti in nazionale ― Italia | Cronologia completa delle presenze e delle reti in nazionale ― Italia | Cronologia completa delle presenze e delle reti in nazionale ― Italia | Cronologia completa delle presenze e delle reti in nazionale ― Italia | Cronologia completa delle presenze e delle reti in nazionale ― Italia | Cronologia completa delle presenze e delle reti in nazionale ― Italia | Cronologia completa delle presenze e delle reti in nazionale ― Italia |
| Data                                                                  | Città                                                                 | In casa                                                               | Risultato                                                             | Ospiti                                                                | Competizione                                                          | Reti                                                                  | Note                                                                  |
| --------------------------------------------------------------------- | --------------------------------------------------------------------- | --------------------------------------------------------------------- | --------------------------------------------------------------------- | --------------------------------------------------------------------- | --------------------------------------------------------------------- | --------------------------------------------------------------------- | --------------------------------------------------------------------- |
| 24-3-2002                                                             | Pozoblanco                                                            | Spagna                                                                | 0 – 1                                                                 | Italia                                                                | Qual. Mondiali 2003                                                   | -                                                                     | 46’                                                                   |
| 13-6-2002                                                             | Požarevac                                                             | Jugoslavia                                                            | 0 – 6                                                                 | Italia                                                                | Amichevole                                                            | -                                                                     | 60’                                                                   |
| 2-10-2002                                                             | Cary                                                                  | Russia                                                                | 2 – 1                                                                 | Italia                                                                | Coppa USA                                                             | -                                                                     | 57’                                                                   |
| 13-11-2002                                                            | Lovanio                                                               | Belgio                                                                | 1 – 5                                                                 | Italia                                                                | Amichevole                                                            | -                                                                     | 61’                                                                   |
| 22-1-2003                                                             | Roma                                                                  | Italia                                                                | 4 – 0                                                                 | Scozia                                                                | Amichevole                                                            | -                                                                     | 75’                                                                   |
| 25-2-2003                                                             | Viareggio                                                             | Italia                                                                | 1 – 0                                                                 | Inghilterra                                                           | Amichevole                                                            | -                                                                     | 90+3’                                                                 |
| 16-4-2003                                                             | Hoofddorp                                                             | Paesi Bassi                                                           | 0 – 5                                                                 | Italia                                                                | Amichevole                                                            | 1                                                                     | 65’                                                                   |
| 9-9-2003                                                              | Livingston                                                            | Scozia                                                                | 0 – 4                                                                 | Italia                                                                | Amichevole                                                            | -                                                                     | 56’                                                                   |
| 22-10-2003                                                            | Kansas City                                                           | Stati Uniti                                                           | 2 – 2                                                                 | Italia                                                                | Amichevole                                                            | -                                                                     | 46’                                                                   |
| 12-3-2006                                                             | Venafro                                                               | Italia                                                                | 1 – 0                                                                 | Giappone                                                              | Amichevole                                                            | -                                                                     | 82’                                                                   |
| Totale                                                                |                                                                       | Presenze                                                              | 10                                                                    |                                                                       | Reti                                                                  | 1                                                                     |                                                                       |

## Palmarès

### Club

Serra (al centro, prima da sinistra) festeggia con le compagne di squadra del Lugo Zambelli la vittoria della Coppa Italia 1995-1996

- Coppa Italia: 3

Lugo Zambelli: 1995-1996
Foroni: 2001-2002
Enterprise Lazio: 2002-2003
- Supercoppa italiana: 1

Modena: 1997
- Campionato italiano: 1

Modena: 1997-1998
- Italy Women's Cup: 1

Enterprise Lazio: 2003